# Ilkka Koski
Ilkka Rikhard Koski, född 10 juni 1928 i Jyväskylä, död 28 februari 1993 i Helsingfors, var en finländsk boxare.
Koski blev olympisk bronsmedaljör i tungvikt i boxning vid sommarspelen 1952 i Helsingfors.